# WAS IT THE FUTURE
『WAS IT THE FUTURE』（ワズ・イット・ザ・フューチャー）は、松田聖子（アーティスト名義は "SEIKO" ）通算26枚目のオリジナル・アルバムで全英語詞第3弾のアルバム。1996年5月14日発売（日本では6月10日）。発売元はマーキュリー・ミュージックエンタテインメント。

## 解説
『Seiko』（1990年）に続く、全米向けリリース作品。日本での「ハッピーでキュートな音楽性」から離れた内容を目指したとCNNとのインタビューで語っているとおり、R&Bを基調にした曲が多く収録されている。
アメリカでシングル・リリースされた「Let's Talk About It」「Good For You」は、ビルボードのクラブ・チャートで上位にランクインした。
シングルでもリリースされた東映映画『サロゲート・マザー』の主題歌「I'll Be There For You」が、ボーナス・トラックとして日本国内盤にのみ収録されている。映画公開にあたっては、制作発表で数年ぶりに記者会見をするということでワイドショーなどでも騒がれた。
「C'est la vie」などのヒット曲を持つロビー・ネビルがプロデューサー。
「YOUR PRECIOUS LOVE」はマーヴィン・ゲイとタミー・テレルが1967年に発表したヒット曲のカバー。

## 収録曲
1. LET'S TALK ABOUT IT　　（4:21）
  - R.Nevil/Seiko
2. YOUR PRECIOUS LOVE　　（3:57）
  - Ashford & Simpson
3. GOOD FOR YOU　　（4:12）
  - S.Dubin/R.Nevil
4. MISSING THE BEAT　　（4:15）
  - B.Mitchell/P.Radford
5. WAS IT THE FUTURE　　（3:45）
  - S.Dubin/R.Nevil
6. SHOW ME HOW IT FEELS　　（4:42）
  - R.Smith/R.Nevil/Seiko
7. I CAN'T BELIEVE MY EYES　　（4:50）
  - J.Lind/J.Bettis
8. FIRST TIME　　（4:20）
  - P.Amato/Seiko/R.Nevil
9. IT'S TOO LATE　　（4:13）
  - Seiko/R.Nevil
10. A LITTLE MORE TIME　　（4:30）
  - J.P.Charles/Seiko/R.Nevil
11. LET'S TALK ABOUT IT （HIP HOP MIX）　　（4:23）
  - Produced By Robbie Nevil
12. I'LL BE THERE FOR YOU　　（5:16）
  - R.Nevil
  - 日本国内盤ボーナス・トラックで、ロビー・ネビルとのデュエット。

## 関連作品
- GOOD FOR YOU （Sweetest Mix）
  - Gone with the rain
- I'LL BE THERE FOR YOU
  - 「I'll Be There For You (松田聖子の曲)#関連作品」を参照されたい